# 昂塞维尔 (摩泽尔省)
昂塞维尔（法語：Ancerville，法語發音：[ɑ̃sɛʁvil]；洛林语：Ansrevelle）是法国摩泽尔省的一个市镇，属于梅斯区。

## 地理
昂塞维尔（49°1'49"N, 6°23'13"E）面积5.23 平方千米，位于法国大東部大區摩泽尔省，该省份为法国东北部内陆省份，是洛林的一部分，西南接默尔特-摩泽尔省，东临下莱茵省，北与卢森堡和德国接壤。
与昂塞维尔接壤的市镇（或旧市镇、城区）包括：巴宗库尔、尚维尔、勒米、雷米伊、维莱-斯通库尔、瓦莫。

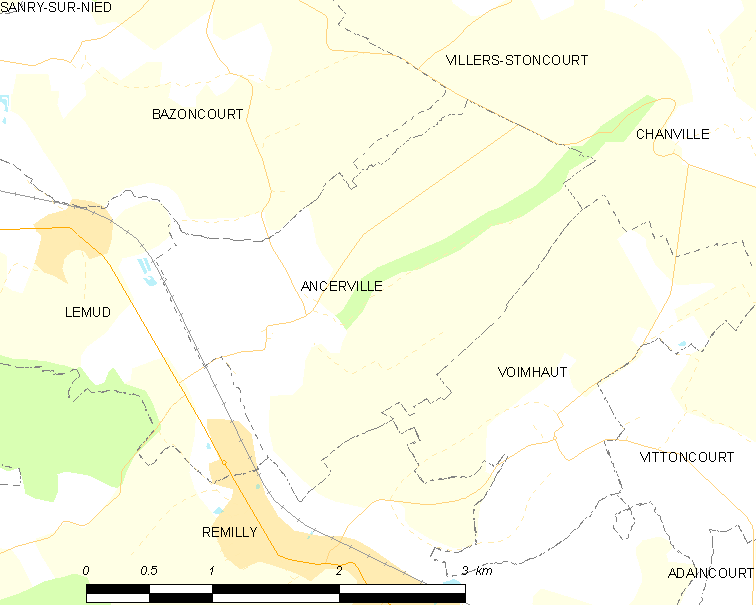
的OSM定位图

昂塞维尔的时区为UTC+01:00、UTC+02:00（夏令时）。

## 行政
昂塞维尔的邮政编码为57580，INSEE市镇编码为57020。

## 政治
昂塞维尔所属的省级选区为福尔克蒙县。

## 人口

1962-2008年间人口变化图示

昂塞维尔于2022年1月1日时的人口数量为299人。